# Шрек (франшиза)
Шрек (енгл. Shrek) је медијска франшиза од стране DreamWorks Animation-а, слабо базирана на истоименој сликовници Вилијама Стејга из 1990. године. Садржи четири рачунарски-анимирана филма; Шрек (2001), Шрек 2 (2004), Шрек 3 (2007) и Шрек срећан заувек (2010), са петим филмом који је тренутно у развоју. Кратки 4D филм, Шрек 4Д, која је првобитно била вожња у тематском парку, објављен је 2003. године.
Два телевизијска специјала, божићни телевизијски специјал Шреков први Божић (2007) и телевизијски специјал за Ноћ вештица Шрекове страшне приче у Ноћи вештица (2010), такође су продуцирани. Спин-оф филм Мачак у Чизмама је објављен у октобру 2011, његов наставак Мачак у Чизмама: Последња жеља у децембру 2022, а сценска музичка адаптација из 2008. године је на Бродвеју играла више од годину дана.
Серија се првенствено фокусира на Шрека, огра са лошим темпераментом, који незадовољно прихвата потрагу за спашавањем принцезе, што резултира проналажењем пријатеља и одласком у многе наредне авантуре у свету бајки.

## Филмови
| Филм                           | Датум објављивања у САД | Редитељ                                     | Сценаристи                                                 | Прича                                                  | Продуцент(и)                                   |
| Главна серија                  | Главна серија           | Главна серија                               | Главна серија                                              | Главна серија                                          | Главна серија                                  |
| ------------------------------ | ----------------------- | ------------------------------------------- | ---------------------------------------------------------- | ------------------------------------------------------ | ---------------------------------------------- |
| Шрек                           | 18. мај 2001.           | Ендру Адамсон и Вики Џенсон                 | Тед Елиот, Тери Росио, Џо Стилман и Роџер С. Х. Шулман     | Тед Елиот, Тери Росио, Џо Стилман и Роџер С. Х. Шулман | Арон Ворнер, Џон Х. Вилијамс и Џефри Каценберг |
| Шрек 2                         | 19. мај 2004.           | Ендру Адамнсон, Кели Азбери и Конрад Вернон | Ендру Адамсон, Џо Стилман, Ј. Дејвид Стем и Дејвид Н. Вајс | Ендру Адамсон                                          | Арон Ворнер, Дејвид Липман и Џон Х. Вилијамс   |
| Шрек 3                         | 18. мај 2007.           | Крис Милер                                  | Џегри Прајс. Питер С. Симан, Крис Милер и Арон Ворнер      | Ендру Адамсон                                          | Арон Ворнер                                    |
| Шрек срећан заувек             | 21. мај 2010.           | Мајк Мичел                                  | Џош Клазнер и Дарен Лемки                                  | Џош Клазнер и Дарен Лемки                              | Џина Шеј и Тереза Ченг                         |
| Шрек 5                         | 30. јун 2027.           | Волт Дорн                                   | Мајкл Макалерс                                             | Крис Меледандри                                        | Крис Меледандри и Џина Шеј                     |
| Спин-офови                     |                         |                                             |                                                            |                                                        |                                                |
| Мачак у Чизмама                | 28. октобар 2011.       | Крис Милер                                  | Том Вилер                                                  | Брајан Линч, Вилијамс Дејвис и Том Вилер               | Џо М. Агилар и Ларифа Ојаоу                    |
| Мачак у Чизмама: Последња жеља | 23. септембар 2022.     | Џоел Крафорд                                | Пол Фишер и Томи Свердлоу                                  | Томи Свердлоу и Том Вилер                              | Марк Свифт                                     |